# Roșia Montană
Roșia Montană (en allemand Goldbach, en hongrois Verespatak, en latin Alburnus Maior) est une localité minière transylvaine des Monts Apuseni située dans le nord-ouest du județ d'Alba, dans le pays motse, en Roumanie. Elle est arrosée par la rivière rivière Roșia (ro) (« rouge »).

## Histoire

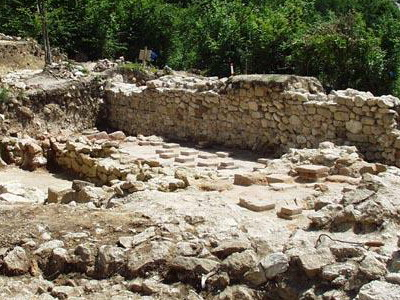
Ruines de la cité romaine dAlburnus Maior

L'histoire bimillénaire de Roșia Montană commence avant la conquête de la Dacie par les Romains. Attirés par les riches gisements d'or de la région, les conquérants y ont établi une exploitation minière sur l'emplacement d'un habitat dace plus ancien. Des tablettes de bois recouvertes de cire datant de 131-167 apr. J.-C. et comprenant des contrats d’achat et de vente ainsi que des relevés de comptes témoignent du fait que l'activité minière était considérable peu de temps après la conquête de la Dacie. Les mêmes tablettes mentionnent le nom romain de la localité (Alburnus Maior), ainsi que le fait que la plupart des mineurs étaient des Illyriens. Les galeries minières de l'époque romaine sont encore visitables de nos jours.
Bien que l'exploitation de l'or n'ait pas cessé au cours des deux derniers millénaires, elle a connu un accroissement progressif depuis le temps de Marie-Thérèse. Aujourd'hui, le site fait l'objet d'un projet minier contesté.
Le Musée de la Mine de la commune comprend des objets datant de toutes les époques de l'exploitation.
Le paysage minier de Roșia Montană est inscrit sur la liste du patrimoine mondial par l'UNESCO le 27 juillet 2021.

## Démographie
| Année | Total | Roumains     | Hongrois | Roms |
| ----- | ----- | ------------ | -------- | ---- |
| 1850  | 5 756 | 4 651 (81 %) | 669      | 170  |
| 1880  | 5 640 | 4 130 (73 %) | 1 452    | n/a  |
| 1890  | 5 543 | 4 037 (73 %) | 1 472    | n/a  |
| 1900  | 5 665 | 4 211 (74 %) | 1 424    | n/a  |
| 1910  | 5 165 | 3 623 (70 %) | 1 515    | n/a  |
| 1920  | 4 252 | 3 341 (79 %) | 880      | n/a  |
| 1930  | 4 362 | 3 673 (84 %) | 609      | 60   |
| 1941  | 5 409 | 4 557 (84 %) | 651      | n/a  |
| 1956  | 4 169 | 3 684 (88 %) | 416      | 63   |
| 1966  | 4 591 | 4 178 (91 %) | 317      | 87   |
| 1977  | 4 393 | 4 060 (92 %) | 157      | 168  |
| 1992  | 4 146 | 3 808 (92 %) | 104      | 228  |
| 2002  | 3 872 | 3 518 (91 %) | 55       | 289  |

## Tourisme
Roșia Montană est située au cœur des Monts Apuseni, au pied des Monts Metaliferi, à 80 km de d'Alba Iulia, à 15 km de Câmpeni et à 11 km d'Abrud. Vu que la commune se trouve à proximité du nœud routier formé par la DN 74 et la DN 75, on y accède facilement :
De Alba Iulia par la DN 74 : Alba Iulia - Zlatna - Abrud - Roșia Montană.
De Cluj-Napoca par la DN 75 : Cluj-Napoca - Turda - Baia de Arieș - Câmpeni - Roșia Montană.
De Oradea par la DN 76 et la DN 75 : Oradea - Beiuș - Ștei - Nucet - Câmpeni - Roșia Montană.

### Roșia Montană et environs
Située à une altitude de quelque 800 mètres, la commune a un centre-ville qui date du XVIIIe siècle et qui est inscrit au patrimoine national roumain. Roșia Montană est entourée par des monts boisés.

### Attractions architecturales et culturelles
- Dealul Cetății (la Colline du Fort), situé à une demi-heure de marche à pied du centre-ville. On y trouve les galeries et les puits des anciennes mines romaines. C'est ici qu'en 1854 on a trouvé les 25 tablettes de bois ciré, dont celle datant du 6 janvier 131 apr. J.-C. qui mentionne la dénomination de la ville (Alburnus Maior). Cette tablette est actuellement exposée dans le Musée de la Mine de Roșia Montană.
- le castrum romain situé sur Dealul Cetății (la Colline du Fort), à proximité des anciennes exploitations romaines. Les archéologues y ont trouvé des habitations, des nécropoles, des outils ainsi que nombre d'inscriptions en latin et en grec.
- le Musée de la Mine
- le centre-ville baroque qui figure dans le patrimoine national roumain
- le festival de musique FânFest

### Attractions naturelles
- des formations géologiques bizarres ou rares dont quelques-unes se trouvent dans des aires protégées
- les 105 lacs artificiels qui entourent la commune. Ces lacs ont été construits pendant les siècles passés pour servir aux activités d'exploitation. Aujourd'hui, certains de ces lacs sont des lacs d'agrément (les plus récents sont pourtant très pollués).

### Légendes
La légende veut qu'aux temps anciens vivait un roi géant qui possédait beaucoup d'or. Il gardait son trésor sous la montagne. Un jour, la population découvrit le secret et décida de spolier le géant de ses trésors. Quelques habitants tuèrent le plus jeune des géants qui gardait l'entrée.
Le soir, de retour, la mère des géants trouva son plus jeune fils tué. Pour se venger, elle jeta sur les villageois une malédiction : ils devront désormais creuser la terre pour survivre.

## Projet minier

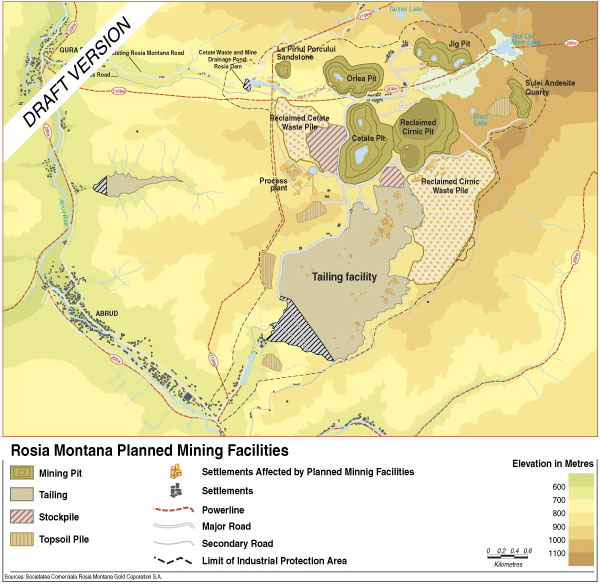
Aire affectée par le projet minier

Le site fait l'objet d'un projet d'exploitation de mine d’or à ciel ouvert, à base de cyanure. Depuis 1997, les habitants de Rosia Montana luttent contre ce projet qui ravagerait leur village.
On estime qu'on pourrait extraire quelque 300 tonnes d'or et quelque 1 600 tonnes d'argent.
Ce projet présuppose l'anéantissement du patrimoine historique et naturel sur une aire de 42,82 km2. On estime aussi qu'il générera quelque 250 millions de tonnes de stériles de cyanuration (ou concentrés cyanurés), effluents liquides, déposés dans un lac artificiel. Le lac, long de quelque 4 km et large de quelque 2 km, sera formé en amont d’un barrage haut de 180 mètres.
La société Gabriel Resources, qui a lancé le projet, propose la délocalisation de 974 familles. Elle a commencé à leur construire un nouveau village, située à 5 km de l'actuelle Roșia Montană, ainsi qu'un nouveau quartier dans la ville d'Alba Iulia pour ceux qui voudraient s'y installer.
La société est déjà entrée en possession de 67 % des maisons et de 49 % des terrains de l'actuelle commune, terrains qui constituent l'emplacement de la future exploitation à ciel ouvert.
La société n'est pas encore autorisée à démarrer le projet. En août 2013, le gouvernement roumain approuve un projet de loi permettant l'exploitation, laissant ainsi la décision au Parlement. Le 9 septembre, le gouvernement a dû reculer après près de deux semaines de manifestations contre le projet de mine d’or.
De nombreuses protestations s'élèvent dans toute la Roumanie et dans le monde entier contre ce projet. En janvier 2016, les alentours du village dans un rayon de deux kilomètres sont déclarés site historique d'intérêt national, ce qui exclut l'exploitation minière.